# 藤原懐忠 (藤原北家)
藤原 懐忠（ふじわら の ちかただ）は、平安時代中期の貴族。右大臣・藤原恒佐の子。官位は従四位上・内蔵権頭。

## 系譜
左大臣・藤原良世の孫。懐忠の子孫は下級貴族として13世紀頃まで確認できる。
- 父：藤原恒佐
- 母：藤原清貫の娘
- 妻：源清遠の娘
  - 男子：藤原邦昌 - 別名国昌